# Martin Hess (político)
Martin Hess (nascido em 11 de janeiro de 1971) é um político alemão da Alternativa para a Alemanha (AfD) e desde 2017 membro do Bundestag.

## Vida e conquistas
Hess nasceu em 1971 no município de Hechingen da Alemanha Ocidental e tornou-se polícia na Polícia de Baden-Württemberg.
Hess ingressou na recém-fundada AfD em 2013 e tornou-se membro do Bundestag, o órgão legislativo federal alemão em 2017.
Em fevereiro de 2019, ele perdeu uma votação crucial numa convenção política estadual (Landesparteitag) da AfD em Baden-Württemberg contra Dirk Spaniel.